# Flammpanzer III
Flammpanzer III (Sd.Kfz. 141/3) – niemiecki samobieżny miotacz ognia na podwoziu czołgu Panzerkampfwagen III, używany podczas II wojny światowej.

## Historia
Niemieckie Biuro Uzbrojenia (Heereswaffenamt) usatysfakcjonowane powodzeniem miotacza ognia wyposażonego w pompę Koebe, montowanego w drugiej serii Flammpanzerów B2(f), zleciło zainstalowanie takiego samego miotacza w wieży czołgu Panzerkampfwagen III. Jako podstawowy czołg do przeróbki wybrano wersję Ausf. M. Pozostawiono karabin maszynowy MG 34 w kadłubie oraz drugi zamontowany współosiowo z miotaczem ognia w wieży. Niewielki silnik Auto-Union napędzał pompę, która czerpała mieszankę zapalającą z dwóch zbiorników o łącznej pojemności 1020 litrów. Zapłonu mieszanki zapalającej dokonywano za pomocą iskrownika. W zakładach Wegmann w Kassel wyprodukowano 100 Flammpanzerów III, do których podwozia dostarczono z zakładów MIAG. Pojazdy te były zgrupowane zazwyczaj w oddziałach wielkości plutonu i brały udział w walkach we Włoszech i na froncie wschodnim.

## Galeria zdjęć

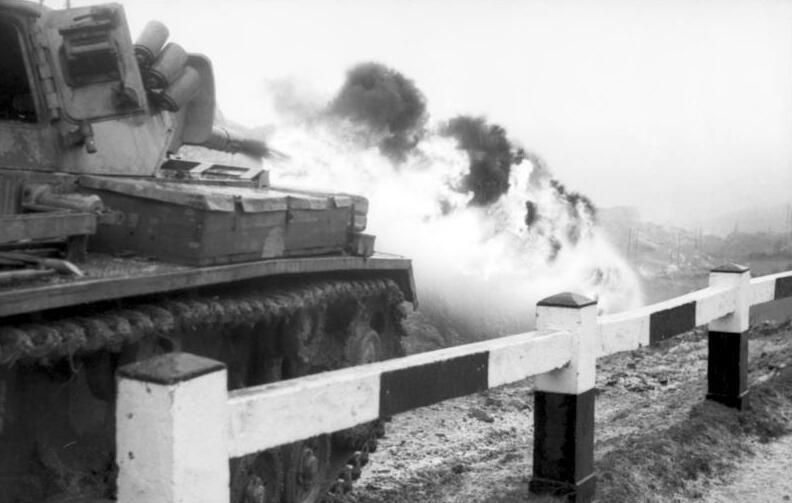
Flammpanzer III we Włoszech, rok 1943
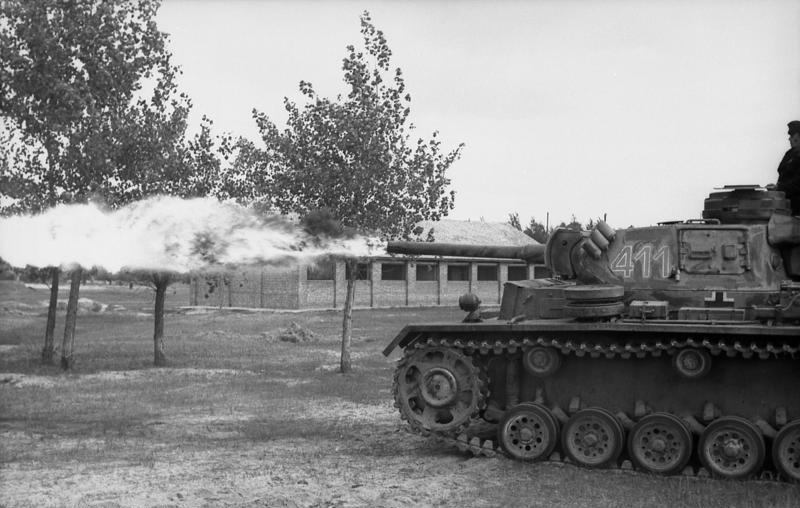
Flammpanzer III w ZSRR, rok 1943